# مسجد الفتح (عابدين)
جامع الفتح (شارع جامع عابدين) (1041هجرية /1631م)  ، هو أحد المساجد التي انشئت في عصر الدولة العثمانية في مصر، يقع هذا الجامع ب ميدان عابدين وهو يشغل الجزء الشرقي من قصر عابدين.

## وصفه
يتكون الجامع من مربع أساسى تقوم عليه قبة وهو مكان الصلاة. وقد ألحق بهذا المربع ثلاث مجموعات من المبانى من جهته الغربية والجنوبية وكذا الشرقية. وكل هذه الملحقات بها أروقة ودهاليز وغرف تقوم بخدمة أغراض المسجد المتعددة.
وتوجد الواجهة الرئيسية للمسجد في الجهة الغربية منه وهي تشرف على حديقة قصر عابدين ويبلغ ارتفاعها 15.70 متر ويتوسط الواجهة الغربية المدخل الملكى للمسجد. وترتفع هذه الواجهة عن مستوى الشارع بعدة درجات.
ويحتوى المسجد على مدخلين آخرين، أحدهما في الطرف الجنوبي الشرقي للواجهة الشرقية، وهو بارز عن المسجد ويصعد إليه بقالبتين من الدرجات. والمدخل مبنى بالحجر ويعلوه عقد مداينى ذو ثلاثة فصوص ملئت بتكوينات جميلة من المقرنصات والدلايات. وزخرف جانباه وأعتابه بأحجار مزررة ملونة.

## روابط خارجية
- آثار القاهرة الإسلامية نسخة محفوظة 31 مايو 2014 على موقع واي باك مشين.